# Filia Uniwersytetu Jagiellońskiego w Katowicach
Filia Uniwersytetu Jagiellońskiego w Katowicach (skrót: FUJ w Katowicach) – niesamodzielna filia państwowego Uniwersytetu Jagiellońskiego w Krakowie, istniejąca formalnie w latach 1966–1968, której tworzenie rozpoczęto w 1962. Na jej bazie oraz Wyższej Szkoły Pedagogicznej w Katowicach powstał w 1968 Uniwersytet Śląski w Katowicach.

## Historia

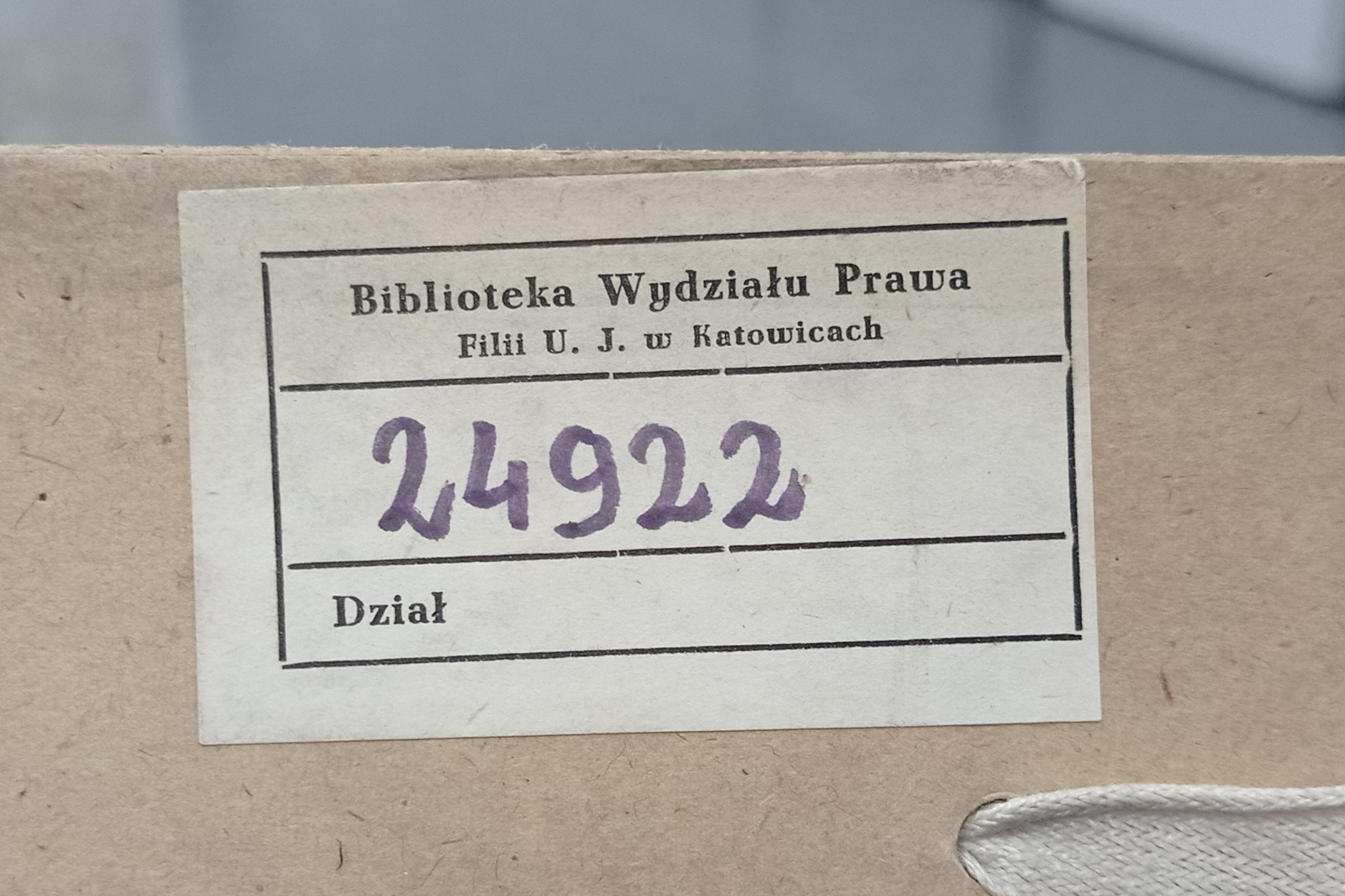
Nalepka Biblioteki Wydziału Prawa, filii UJ w Katowicach

Pierwszą jednostką dydaktyczną tworzonej filii było otwarte 8 października 1963 Studium Wydziału Matematyki, Fizyki i Chemii Uniwersytetu Jagiellońskiego w Katowicach (z matematyką jako pierwszym kierunkiem), powstałe z inicjatywy Śląskiego Instytutu Naukowego. Siedzibą studium i filii został gmach przy ul. Bankowej 12, zaprojektowany w 1959 przez Wacława Lipińskiego dla 25-izbowej szkoły tysiąclecia, który oddano do użytku w 1963.
Organizatorem przekształcenia studium w filię był prof. dr hab. Kazimierz Popiołek, który w tym celu przeniósł się w 1964 z Uniwersytetu Wrocławskiego im. Bolesława Bieruta na Uniwersytet Jagielloński. Uroczystość otwarcia Filii UJ w Katowicach odbyła się w Katowicach 14 października 1966.
Katowicka filia UJ posiadała bibliotekę, która w 1968 liczyła ok. 13.000 woluminów.
Koniec działalności dydaktycznej Uniwersytetu Jagiellońskiego w Katowicach nastąpił wraz z połączeniem 14 czerwca 1968 Wyższej Szkoły Pedagogicznej w Katowicach (założonej w 1950) z Filią Uniwersytetu Jagiellońskiego w Katowicach w nowy Uniwersytet Śląski w Katowicach.

## Struktura organizacyjna

### Oddział Wydziału Matematyki, Fizyki i Chemii
(otwarty 8 października 1963)

#### Kierownik
doc. dr hab. Marek Kuczma (prodziekan Wydziału Matematyki, Fizyki i Chemii UJ)

#### Katedry
- Katedra Równań Funkcyjnych
- Katedra Geometrii Różniczkowej
- Katedra Fizyki Jądrowej i Jej Zastosowań
- Katedra Fizyki Ciała Stałego
- Katedra Fizyki Teoretycznej II

#### Kierunki studiów
- matematyka (otwarty 1963/1964)[2]
- fizyka

### Oddział Wydziału Prawa[4]
(otwarty 14 października 1966)

#### Kierownik
doc. dr hab. Mieczysław Sośniak (prodziekan Wydziału Prawa UJ, od 1965 organizator oddziału)

#### Katedry
utworzono 7 katedr z 3 samodzielnymi pracownikami naukowymi
- Katedra Historii Państwa i Prawa

#### Kierunki studiów
- prawo (otwarty 1966/1967, studia stacjonarne)